# Kanton Le Raincy
Der Kanton Le Raincy war von 1882 bis 2015 ein französischer Wahlkreis im Arrondissement Le Raincy, im Département Seine-Saint-Denis und in der Region Île-de-France; sein Hauptort war Le Raincy.
Der Kanton war 6,19 km² groß und hatte (2006) 43.542 Einwohner, was einer Bevölkerungsdichte von 7034 Einwohnern pro km² entsprach. 

## Gemeinden
Der Kanton bestand aus den Städten Le Raincy und Clichy-sous-Bois:
| Gemeinde         | Einwohner Jahr | Fläche km² | Bevölkerungsdichte | Code INSEE | Postleitzahl |
| ---------------- | -------------- | ---------- | ------------------ | ---------- | ------------ |
| Clichy-sous-Bois | 30.725 (2013)  | 3,95       | 7778 Einw./km²     | 93014      | 93390        |
| Le Raincy        | 14.261 (2013)  | 2,24       | 6367 Einw./km²     | 93062      | 93340        |

## Bevölkerungsentwicklung
| 1962   | 1968   | 1975   | 1982   | 1990   | 1999   | 2006   |
| ------ | ------ | ------ | ------ | ------ | ------ | ------ |
| 26.514 | 30.581 | 36.189 | 37.841 | 41.658 | 41.249 | 43.542 |